# Real Federación Gallega de Fútbol
La Real Federación Gallega de Fútbol (RFGF) (en gallego y oficialmente: Real Federación Galega de Fútbol) es la federación territorial de la Real Federación Española de Fútbol en Galicia. Se fundó en 1909 y recibió el título de «Real» en 2017.
Organiza el grupo 1 de la Tercera Federación y las categorías regionales por debajo de esta, así como la selección autonómica de fútbol. 

## Historia
La Federación Gallega de Fútbol se constituyó el 14 de noviembre de 1909. En verano de 2017, el rey Felipe VI de España le concedió el título de «Real», respondiendo a la solicitud presentada por su presidente, Rafael Louzán, a través del Consejo Superior de Deportes.

## Competiciones
La Real Federación Gallega de Fútbol organiza las siguientes competiciones:
- Tercera Federación - Grupo 1.
- Preferente Galicia.
- Primera Galicia.
- Segunda Galicia.
- Tercera Galicia.
- Fase autonómica de la Copa RFEF.
- Otras competiciones de fútbol aficionado, fútbol base y fútbol femenino.
- Copa Xunta de Galicia de fútbol sala.

Además, en el pasado también organizó las siguientes:
- Campeonato de Galicia.
- Copa Galicia.
- Copa Federación Gallega de Fútbol.
- Campeonato Gallego de Aficionados.
- Otros trofeos amistosos, como el Trofeo de la Amistad,[2][3][4] o la Copa Galiza (con el patrocinio de la Junta de Galicia).

## Selecciones
La RFGF se encarga de la selección de fútbol de Galicia y de sus categorías inferiores.

## Presidentes
Han sido presidentes de la Federación:
| - 1909-1910: Manuel Bárcena de Andrés Franco - 1910-1913: Antonio Conde Castilla - 1913-1916: Manuel Hidalgo - 1916-1917: José Sobrino Gómez - 1917-1918: Luis Miranda - 1919-1919: Enrique Alcaraz - 1919-1920: Matías González Rodríguez - 1920-1921: Basilio Poncet Sánchez - 1921-1921: Enrique Bantle - 1921-1922: José Lago Goberna - 1922-1922: Manuel de Castro González - 1922-1923: Camilo Bernárdez - 1923-1924: Basilio Poncet Sánchez - 1924-1925: Manuel Garabatos - 1925-1926: Francisco Bustelo - 1926-1927: Ricardo Mella Serrano |  | - 1927-1928: Federico Fernández Sar - 1928-1929: Juan Baliño Ledo - 1929-1931: José Grobas Lago - 1931-1932: Ubaldo Landín del Valle - 1932-1933: Arturo Carrillo - 1933-1935: Manuel Domínguez - 1935-1941: Cesáreo González Rodríguez - 1941-1959: Federico Fernández Sar - 1959-1975: Cristino Álvarez Hernández - 1975-1988: Alejandro Guillén Mandriñán - 1988-1992: Basilio Caramés Mato - 1992-2007: Julio Meana Álvarez - 2007-2010: Carlos Meana Pereiro - 2010-2011: Julio Meana Álvarez - 2011-2014: José García Liñares - 2014-2025: Rafael Louzán Abal - 2025-: Pablo Prieto Perille |  |  |

## Delegaciones territoriales

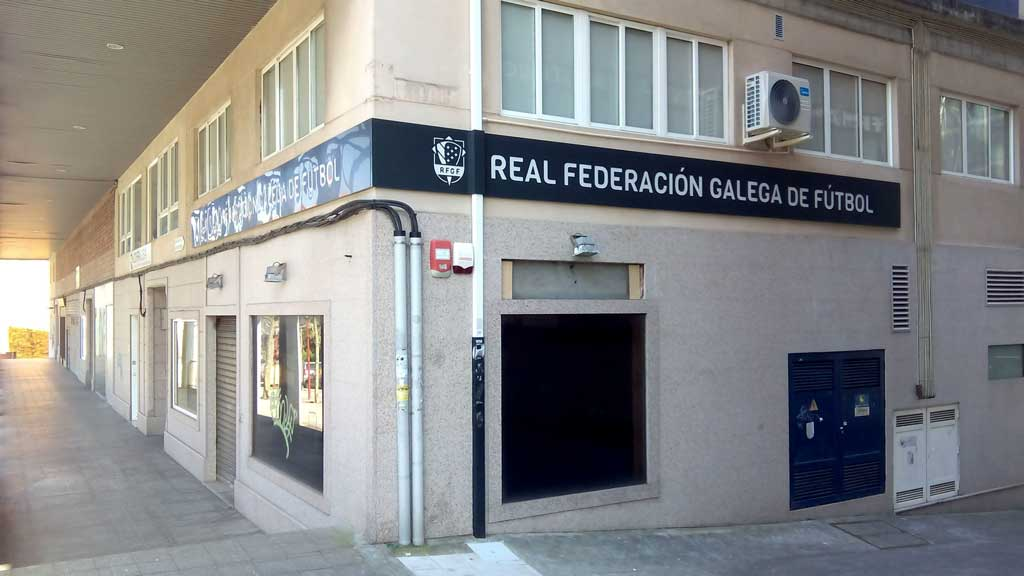
Delegación de la RFGF en Ferrol.

La Real Federación Gallega de Fútbol cuenta con siete delegaciones territoriales con sede en las principales ciudades gallegas: Ferrol, La Coruña, Lugo, Orense, Pontevedra, Santiago y Vigo. Cuenta además con dos subdelegaciones: A Costa, con sede en Baio, en el municipio de Zas, y A Mariña, con sede en Burela.